# بیمارستان شهید بهشتی (آستارا)
بیمارستان شهیدبهشتی آستارا  واقع در استان گیلان، شهرستان آستارا بیمارستانی است درمانی و وابسته به دانشگاه علوم پزشکی گیلان و با ۱۰۴ تخت ثابت که در سال ۱۳۵۳ شمسی تأسیس گردید.

هم اکنون این بیمارستان دارای بخش‌های اورژانس، داخلی، اطفال، جراحی زنان و زایمان، جراحی عمومی، CCU، icu، چشم، ارتوپدی ، قلب ، دیالیز ، اتاق عمل، و دیگر واحدهای درمانگاهی می‌باشد.